# Mariano I Salusio I
Mariano I Salusio I (sec. XI; ... – 1058) è stato giudice di Cagliari da una data sconosciuta fino al 1058.

## Biografia
È il primo di cui abbiamo notizie, sebbene sia probabile che non fosse il primo giudice di Cagliari. Apparteneva alla famiglia dei Lacon-Gunale.
Durante il suo mandato aumentò la presenza pisana e genovese in campo sia economico sia politico.
Mariano I morì nel 1058 e gli succedette il figlio, Orzocco Torchitorio I.